# Прибрежный проезд
Прибре́жный прое́зд (ранее — Проекти́руемый прое́зд № 4002) — проезд в Северном административном округе города Москвы на территории района Левобережный. Идёт вдоль берега канала имени Москвы от Ленинградского шоссе до перекрёстка Библиотечный проезд / Зеленоградская улица / улица Дыбенко. Делит примерно пополам Химкинский лесопарк.

## Происхождение названия
Проезд назван по находящемуся вблизи каналу имени Москвы, к которому он выходит в районе Ленинградского моста на Ленинградском шоссе.

## История
Нынешнее название проезд получил 18 апреля 1964 года.
Проезд был построен на месте деревни Химка в середине 1960-х гг. во время массовой застройки микрорайона. На Прибрежном проезде находится несколько крупных жилых домов (последний из них был достроен в 1994—1995 гг.), средняя школа № 153, школа-интернат. В 2007 году Прибрежный проезд был реконструирован с расширением проезжей части.

## Достопримечательности
Вдоль Прибрежного проезда на берегу Химкинского водохранилища располагается парк «Левобережный» площадью более 20 гектаров (до 2017 года — народный парк «Пляж Левобережный»). В 2017—2018 годах парк был обновлен — здесь обустроили набережную с деревянными настилами для пляжного отдыха, разместили раздевалки, душевые и перголы-навесы от солнца. Вдоль набережной разместили велопарковки, скамейки, шезлонги и пуфы. Для детей в парке есть площадка в экостиле. Для занятия спортом в парке обустроены воркаут-площадка, скейт-парк «Союз» для начинающих и продвинутых райдеров, столы для игры в настольный теннис, а также большая площадка для игры в пляжный футбол и волейбол с песком площадью 2000 м². Вдоль аллей парка проходит велодорожка длиной 2,4 км.
Проект обновления парка разработало архитектурное бюро Kleinewelt Architekten.

## В литературе
Прибрежный проезд является местом событий в романе Антона Молчанова (Ант Скаландис) «Точка сингулярности», а также в детективном романе Николая Басова «Стерх: Убийство неизбежно».
- Проезд делит примерно пополам Химкинский лесопарк
- Проезд в районе дома № 12а стр. 1. Светофор впереди — поворот на Смольную улицу.
- Конец проезда, выезд на Ленинградское шоссе.